# Jakob Achilles
Jakob Achilles (* 17. August 2006 in Innsbruck)  ist ein österreichischer Handballspieler.

## Karriere
Achilles begann in seiner Jugend beim HC Hohenems Handball zu spielen. 2020 wechselte der Kreisläufer zum Alpla HC Hard und konnte, im Unter-16-Bewerb, die Meisterschaft in der Württemberg-Liga feiern. Später lief er für die zweite Mannschaft des Alpla HC Hard auf, welche an der HLA Challenge teilnimmt. In der Saison 2022/23 nahm er mit den Vorarlbergern an der EHF European League und damit erstmals an einem internationalen Bewerb teil.
Achilles läuft für die U18 der österreichischen Nationalmannschaft auf.

## Saisonbilanzen

### HLA Meisterliga
| Saison    | Verein        | Spielklasse     | Spiele | Tore | 7-Meter | Feldtore |
| --------- | ------------- | --------------- | ------ | ---- | ------- | -------- |
| 2022/23   | Alpla HC Hard | HLA Meisterliga | 01     | 0    | 0/0     | 0        |
| 2023/24   | Alpla HC Hard | HLA Meisterliga | 029    | 017  | 0/0     | 017      |
| 2024/25   | Alpla HC Hard | HLA Meisterliga | 028    | 01   | 0/0     | 01       |
| 2022–2025 | gesamt        | HLA Meisterliga | 058    | 018  | 0/0     | 018      |

### HLA Challenge
| Saison    | Verein        | Spielklasse   | Spiele | Tore | 7-Meter | Feldtore |
| --------- | ------------- | ------------- | ------ | ---- | ------- | -------- |
| 2022/23   | Alpla HC Hard | HLA Challenge | 08     | 010  | 0/0     | 010      |
| 2023/24   | Alpla HC Hard | HLA Challenge | 012    | 041  | 0/0     | 041      |
| 2024/25   | Alpla HC Hard | HLA Challenge | 018    | 093  | 0/0     | 093      |
| 2022–2025 | gesamt        | HLA Challenge | 038    | 144  | 0/0     | 144      |